# 高橋尚孝
高橋 尚孝（たかはし ひさたか、1914年（大正3年） - 1993年（平成5年））は、日本の昆虫学者。徳島県徳島市出身。田宮尋常小学校（現徳島市立千松小学校）、旧制撫養中学（現徳島県立鳴門高等学校）、東京農業大学卒業。

## 生涯
徳島県加茂村矢三に4男として生まれる。鳴門市の親族の家の養子となり、1933年（昭和8年）に旧制撫養中学（現徳島県立鳴門高等学校）を卒業。同級生に植物研究家・高知女子大学元教授の赤沢時之がいる。
昆虫館系雑誌「昆蟲界」に、「吉野川下流地方の昆虫相（1）～（完）」（1933年-1937年）を報告し、徳島県内の昆虫約700種を記録・報告した。
1937年（昭和12年）に東京農業大学を卒業。太平洋戦争後、学校教員となり、徳島県立城東高等学校校長を歴任、また徳島県立徳島工業高等学校の校歌を作曲した。その後、数々の研究発表を行い、徳島新聞に紹介されることもあった。1993年（平成5年）11月、79歳で逝去。